# Rai – Radiotelevisione italiana
Rai – Radiotelevisione italiana – włoski publiczny nadawca radiowo-telewizyjny. Rozpoczął działanie w 1954 roku.
W 2020 roku Rai dysponowała 53 głównymi studiami w Rzymie, Mediolanie, Neapolu i Turynie. Miała 22 oddziałów we Włoszech i 11 zagranicznych. Nadawca zatrudnia blisko 12 000 osób, z czego 7281 w telewizji.

## Historia
W lutym 1923 roku wydano dekret królewski nr 1067, który powierzył państwu wyłączne prawo do nadawania transmisji radiowych, które miały być wykonywane za pośrednictwem koncesjonowanych firm, w tym Unione radiofonica italiana z siedzibą w Turynie, Società italiana radio audizioni circolari oraz Società italiana per le radiocomunicazioni circolari, założona we wrześniu 1923 przez Marconi Company. 20 marca 1924 nadawca Radiofono zainstalował stację testową w Centocelle. URI wyemitowało swoją inauguracyjną transmisję – przemówienie Benito Mussoliniego w Teatro Costanzi – 5 października. Regularne programowanie rozpoczęło się następnego wieczoru; o godzinie 21:00 czasu środkowoeuropejskiego Ines Viviani Donarelli po raz pierwszy zaprosiła widzów do śledzenia transmisji radiowej, wypowiadając słowa; „URI, Włoski Związek Radiowy. 1-RO: stacja Rzym. Długość fali 425 m. Wszystkim słuchającym naszych pozdrowień i dobrego wieczoru. Jest godzina 21:00, 6 października 1924. Nadajemy koncert inauguracyjny pierwszej włoskiej stacji radiowej na potrzeby rozpraw radiowych, kwartetu złożonego z Ines Viviani Donarelli, która przemawia do was, Alberto Magalottiego, Amedeo Fortunati i Alessandro Cicognani wykona Haydna z kwartetu „Opera 7”, I i II tempo”.
Pierwsze próby uruchomienia stacji telewizyjnych przeprowadzono na terenie Włoch już w 1929 roku, ale dopiero od 1939 roku emitowano nieregularne transmisje telewizyjne. Stacje w Turynie, Rzymie i Mediolanie przeprowadziły relacje z XI wystawy sprzętu radiowego i otwarcia XXI targów Fiera di Milano. Do prac w tej dziedzinie powrócono po wojnie. 
W 1951 roku odbył się pierwszy Festiwal Piosenki Włoskiej w San Remo, który odbył się jednak bez medialnego echa z powodu braku zainteresowania mediów. Przełom w organizacji oraz popularności festiwalu w San Remo nastąpił w 1958, kiedy podczas konkursu wystąpił Domenico Modugno, który zaprezentował swój utwór „Nel blu dipinto di blu”, napisany we współpracy z Frankiem Migliaccim. Festiwal stanowił inspirację dla Konkursu Piosenki Eurowizji. 
3 stycznia 1954 roku, o godzinie 11:00, w studio w Turynie, Alberto Manzi, pierwsza włoska spikerka telewizyjna, odczytała na wizji program dnia. Dzięki nadajnikom w Turynie, Mediolanie, Umbrii, Pavii, Genui i Rzymie transmisję obejrzało blisko 36% mieszkańców Włoch. Był to imponujący wynik, gdyż oficjalnych abonentów było tylko 24 000. Stacja Rai otrzymała od rodziny filantropa Antonio Bernocchi zaawansowany technicznie sprzęt telewizyjny, który wykorzystano przeprowadzając 11 września 1949 roku, transmisję z IX targów Triennale di Milano. Szkolenia kadry technicznej, przygotowania logistyczne i programowe oraz testowe programy trwały kolejnych pięć lat. 
W 1957 roku po raz pierwszy nadano reklamy – nie były to segmenty dzielące programy, lecz emitowano je w dziesięciominutowym bloku pt. Carosello o godzinie 20:50, a stylistykę tych reklam nakreślały surowe zasadu stylistyki i narracji. Nazwę produktu można było wypowiedzieć tylko na początku i końcu reklamy, a widownia czasem osiągała nawe 20 milionów widzów w momencie peaku. 
Z powodu wysokiego poziomu analfabetyzmu we Włoszech po wojnie, telewizja zdecydowała się zacząć nadawać program pt. Telescuola – kursy stworzone przez prof. Marię Grazię Pugliesi i realizowane wraz z włoskim ministerstwem edukacji, przeznaczone dla dzieci, które z jakiegokolwiek powodu nie mogły uczęszczać do szkoły, aby pomóc uzupełnić im braki; następnie zaczęto nadawać inny program, pt. Non è mai troppo tardi (Nigdy nie jest za późno) przeznaczony dla dorosłych analfabetów; transmisja ta cieszyła się ogromną popularnością, a prowadził ją pedagog Alberto Manzi. 
Pod koniec 1961 roku uruchomiono drugi kanał włoskiej telewizji, przeznaczony dla programów alternatywnych, jak i tych, które uzupełniają transmisje pierwszego kanału. Jego inauguracja zbiegła się z kilkoma rocznicami związanymi z I wojną światową, dlatego pierwsze audycje tego kanału im poświęcono. Od 1964 w całym kraju prowadzono testy transmisji w kolorze. W maju 1966 roku zorganizowano uroczysty pokaz telewizji kolorowej dla przedstawicieli zarówno zachodniej Europejskiej Unii Nadawców (EBU), jak i wschodniej Międzynarodowej Organizacji Radia i Telewizji (OIRT). 
Po uroczystym otwarciu centrum nadawania im. Biagiego Agnesa w rzymskiej dzielnicy Saxa Rubra, to tam właśnie przeprowadzano pierwsze eksperymenty z wysoką rozdzielczością nadawania; były to transmisje z odbywających się we Włoszech Mistrzostw Świata w Piłce Nożnej 1990. W 1991 roku stacja odpowiadała za organizację i emisję 36. Konkursu Piosenki Eurowizji na żywo z Rzymu. Konkurs był szeroko krytykowany z powodu niskiego poziomu organizacji, a ekipa produkcyjna miała opóźnienia w przygotowaniach scenografii, kończąc pracę w dniu koncertu finałowego, przez co uczestnicy mieli mało czasu na próby, co doprowadziło do licznych spięć między włoskimi organizatorami a delegacjami uczestniczących państw. 
Z okazji obchodów pięćdziesięciolecia telewizji w 2004 roku, wyemitowano wtedy archiwa najpopularniejszych programów powstałych od początku nadawania Rai na wszystkich kanałach telewizyjnych.  

## Programy telewizyjne i stacje radiowe

### Programy telewizyjne
Rai posiada 5 głównych kanałów telewizyjnych, numerowanych kolejno, oraz 8 kanałów tematycznych.
| Logo | Nazwa       | Data uruchomienia    | LCN    | LCN     | LCN | Streaming | Streaming |
| Logo | Nazwa       | Data uruchomienia    | DTTV   | Tivùsat | Sky | RaiPlay   | Rai TV    |
| ---- | ----------- | -------------------- | ------ | ------- | --- | --------- | --------- |
|      | Rai 1       | 3 stycznia 1954      | 501    | 1       | 101 | T         | T         |
|      | Rai 2       | 4 listopada 1961     | 502    | 2       | 102 | T         | T         |
|      | Rai 3       | 15 grudnia 1979      | 3, 503 | 3       | 103 | T         | T         |
|      | Rai 4       | 14 lipca 2008        | 21     | N       | N   | T         | T         |
|      | Rai 5       | 26 listopada 2010    | 23     | N       | N   | T         | T         |
|      | Rai Movie   | 1 lipca 1999         | 24     | N       | N   | T         | T         |
|      | Rai Premium | 31 lipca 2003        | 25     | N       | N   | T         | T         |
|      | Rai Gulp    | 1 czerwca 2007       | 42     | N       | N   | T         | T         |
|      | Rai Yoyo    | 1 listopada 2006     | 43     | N       | N   | T         | T         |
|      | Rai News 24 | 26 kwietnia 1999     | 48     | N       | N   | T         | T         |
|      | Rai Storia  | 2 lutego 2009        | 54     | N       | N   | T         | T         |
|      | Rai Scuola  | 19 października 2009 | 57     | N       | N   | T         | T         |
|      | Rai Sport   | 1 lutego 1999        | 146    | N       | N   | T         | T         |

### Stacje radiowe
Rai posiada 3 główne stacje radiowe, numerowane kolejno, oraz 9 stacji tematycznych.
| Logo | Nazwa                    | Data uruchomienia    | LCN  | LCN     | LCN  | Streaming | Streaming     | Streaming |
| Logo | Nazwa                    | Data uruchomienia    | DTTV | Tivùsat | Sky  | RaiPlay   | RaiPlay Sound | Rai TV+   |
| ---- | ------------------------ | -------------------- | ---- | ------- | ---- | --------- | ------------- | --------- |
|      | Rai Radio 1              | 6 października 1924  | T    | 601     | 8820 | N         | T             | T         |
|      | Rai Radio 2              | 21 marca 1938        | T    | 602     | 8822 | T         | T             | T         |
|      | Rai Radio 3              | 1 października 1950  | T    | 603     | 8824 | N         | T             | T         |
|      | Rai Gr Parlamento        | 5 stycznia 1998      | N    | 604     | 8830 | N         | T             | T         |
|      | Rai Radio 3 Classica     | 1 grudnia 1958       | N    | 605     | 8826 | N         | T             | T         |
|      | Rai Radio Kids           | 12 czerwca 2017      | N    | 606     | 8831 | N         | T             | T         |
|      | Rai Radio Live Napoli    | 24 października 2015 | N    | 607     | 8833 | N         | T             | T         |
|      | Rai Radio Tutta Italiana | 1 grudnia 1958       | N    | 630     | 8828 | N         | T             | T         |
|      | Rai Radio Techete'       | 7 września 2015      | N    | 640     | 8835 | N         | T             | T         |
|      | Rai Radio 1 Sport        | 14 czerwca 2018      | N    | 641     | 8825 | N         | T             | T         |
|      | No Name Radio            | 21 czerwca 2018      | N    | 624     | 8829 | N         | T             | T         |
|      | Rai Isoradio             | 23 grudnia 1989      | N    | 699     | 8834 | N         | T             | T         |

## Pakiety
- Rai Cultura
- Rai TV
  - Rai TV+
- Rai Com(inne języki)
- Rai Play(inne języki)
  - Rai Play Sound(inne języki)

## Historia logo
| Lata      | Opis | Logo |
| --------- | --- | ---- |
| 1954–1983 | Logo przedstawia czarny napis Rai, w czcionce o charakterystycznych kwadratowych kształtach. |      |
| 1983–1988 | Logo przedstawia niebieski napis Rai, w którym wszystkie litery są połączone ze sobą, pod którym rządowo napisane jest Radio Televisione Italiana                                                                                   |      |
| 1988–2000 | Logo podobne do tego z lat 1983–1988, kolor napisów Rai oraz Radio Televisione Italiana zmieniono na ciemny niebieski. Drugi z tych napisów został przeniesiony na prawą stronę. Na napisie Rai znalazła się pochylona flaga Włoch. |      |
| 2000–2010 | Logo przedstawia napis Rai, po prawej stronie którego zlokalizowana symetryczna względem punktu figura, która przypomina motyla. Napis oraz figura są granatowe.                                                                    |      |
| 2010–2016 | Jasnoniebieski kwadrat z białym napisem Rai. |      |
| od 2016   | Logo podobne do tego z lat 2010–2016, kolor kwadratu zmieniono na ciemniejszy odcień niebieskiego. |      |